# Grawemeyer Award
Le Grawemeyer Award (prix Grawemeyer) est un prix annuel américain qui au début récompensait une composition musicale. Il a été institué en 1984 par H. Charles Grawemeyer —industriel, entrepreneur et mécène— associé à l'université de Louisville. Par la suite, quatre autres catégories de prix (« Idées pour l'amélioration de l'ordre mondial », éducation, religion, psychologie) ont été ajoutées.

## Historique
En 1983, Charles Grawemeyer a rencontré le Dr Jerry Ball, doyen de l'École de musique de l'université de Louisville, pour discuter de l'idée de créer un prix de la musique. C'est ainsi qu'ils ont parlé de composition musicale et M. Grawemeyer a conclu la conversation, selon le Dr Ball, en disant avec « si nous avions quelque chose de ce type, nous pourrions trouver un autre Mozart ».
Le prix de composition était la première des cinq catégories de prix. Il a été suivi en 1988, par le prix pour récompenser les « Idées amélioration de l'ordre mondial »; en 1989, par le prix de l'éducation; en 1990, par le prix de religion, et enfin, en 2000, le prix de psychologie. Le prix de la religion est attribué conjointement par l'université de Louisville et le Séminaire théologique presbytérien de Louisville. Le prix de composition étant le premier, il a fallu près de deux ans pour définir tous les détails du programme. La procédure d'attribution du prix Nobel a été étudiée et incorporée en partie. Mais M. Grawemeyer voulait un jury plus démocratique, et a établi un processus de sélection à trois niveaux : d'abord, les universités et les écoles de musique; au second niveau, un jury international de professionnels; et au troisième, un jury d'amateurs non professionnels mais bien informés (la Fondation Grawemeyer insiste sur le fait que les grandes idées ne sont pas exclusivement du domaine des experts académiques).
Le prix a été décerné la première fois en 1985 au compositeur polonais Witold Lutoslawski pour son œuvre la Symphonie no 3. Depuis lors, le prix a acquis une renommée internationale et est considéré comme l'un des premiers prix de composition, auquel sont présentées régulièrement entre 150 et 200 des compositions venues du monde entier.

## Fonctionnement du Prix
Le prix a été initialement doté d'un fonds de 9 millions de $ par la Fondation Grawemeyer ("Fondation Grawemeyer"). Le montant de l'indemnité de départ était, pour chacune des catégories, 150 000 $, montant qui a été porté à 200 000 $ en 2000 (payable en cinq versements annuels de 40 000 $).
Les œuvres présentées doivent être des œuvres de compositeurs vivants, de quelque nature que ce soit: œuvres chorales, orchestrales, de chambre, électroniques, cycle de lieder, danse, opéra, théâtre musical. Elles doivent avoir été créées dans les cinq ans précédant l'année d'attribution.
Les critères pour la composition du jury ne s'appuient que sur l'excellence et l'originalité. Seulement des compositeurs seront choisis et ils ne peuvent être que par des organisations musicales professionnelles, des artistes et des groupes, des chefs d'orchestre, des critiques et des éditeurs ou directeurs d'écoles et départements de musique. Aucune auto-nomination ne sera valide. On doit envoyer des partitions complètes, cassettes ou CD de l'œuvre complète, la lettre de candidature, la biographie du compositeur, ainsi que l'acceptation que ces documents ne seront pas retournés et resteront dans les archives de l'université.
Les œuvres seront d'abord sélectionnées par un comité de musiciens. Ensuite, elles seront évaluées par un jury composé de trois musiciens professionnels éminents. La sélection finale sera faite par un jury de sept membres, très informés, mais qui ne sont pas des musiciens professionnels. L'université doit valider la recommandation finale. Le gagnant doit recevoir le prix personnellement et donner une conférence à Louisville.

## Liste des lauréats

### Composition musicale
| Année | Compositeur              | Nationalité  | Œuvre primée                                             |
| ----- | ------------------------ | ------------ | -------------------------------------------------------- |
| 1985  | Witold Lutoslawski       | Pologne      | Symphonie no 3.                                          |
| 1986  | György Ligeti            | Hongrie      | Etudes for piano.                                        |
| 1987  | Harrison Birtwistle      | Royaume-Uni  | The Mask of Orpheus.                                     |
| 1988  | Non attribué             |              |                                                          |
| 1989  | Chinary Ung (en)         | Cambodge     | Inner Voices.                                            |
| 1990  | Joan Tower               | États-Unis   | Silver Ladders.                                          |
| 1991  | John Corigliano          | États-Unis   | Symphony no 1.                                           |
| 1992  | Krzysztof Penderecki     | Pologne      | Adagio for large orchestra.                              |
| 1993  | Karel Husa               | Tchéquie     | Concerto for Cello and Orchestra.                        |
| 1994  | Tōru Takemitsu           | Japon        | Fantasma/Cantos for clarinet and orchestra.              |
| 1995  | John Adams               | États-Unis   | Violin Concerto.                                         |
| 1996  | Ivan Tcherepnine         | Russie       | Double Concerto for Violin, Cello and Orchestra.         |
| 1997  | Simon Bainbridge         | Royaume-Uni  | Ad Ora Incerta -- Four Orchestral Songs from Primo Levi. |
| 1998  | Tan Dun                  | Chine        | Marco Polo.                                              |
| 1999  | Non attribué             |              |                                                          |
| 2000  | Thomas Adès              | Royaume-Uni  | Asyla.                                                   |
| 2001  | Pierre Boulez            | France       | Sur Incises.                                             |
| 2002  | Aaron Jay Kernis         | États-Unis   | Colored Field.                                           |
| 2003  | Kaija Saariaho           | Finlande     | L'Amour de loin.                                         |
| 2004  | Unsuk Chin               | Corée du Sud | Concerto pour violon et orchestre.                       |
| 2005  | George Tsontakis         | États-Unis   | Concerto pour violon no 2.                               |
| 2006  | György Kurtág            | Hongrie      | ...concertante... pour violon, alto, et orchestre.       |
| 2007  | Sebastian Currier (en)   | États-Unis   | Static for flute, clarinet, violin, 'cello, and piano    |
| 2008  | Peter Lieberson          | États-Unis   | Neruda Songs                                             |
| 2009  | Brett Dean               | Australie    | The Lost Art of Letter Writing                           |
| 2010  | York Höller (en)         | Allemagne    | Spheres                                                  |
| 2011  | Louis Andriessen         | Pays-Bas     | La Commedia                                              |
| 2012  | Esa-Pekka Salonen        | Finlande     | Violin Concerto                                          |
| 2013  | Michel van der Aa        | Pays-Bas     | Up-close                                                 |
| 2014  | Đuro Živković            | Serbie       | On the Guarding of the Heart                             |
| 2015  | Wolfgang Rihm            | Allemagne    | IN-SCHRIFT 2                                             |
| 2016  | Hans Abrahamsen          | Danemark     | let me tell you                                          |
| 2017  | Andrew Norman            | États-Unis   | Play                                                     |
| 2018  | Bent Sørensen            | Danemark     | L'isola della Città                                      |
| 2019  | Joël Bons                | Pays-Bas     | Nomaden                                                  |
| 2020  | Non décerné              |              |                                                          |
| 2021  | Lei Liang (en)           | États-Unis   | A Thousand Mountains, A Million Streams                  |
| 2022  | Olga Neuwirth            | Autriche     | Orlando                                                  |
| 2023  | Julian Anderson          | Royaume-Uni  | Litanies                                                 |
| 2024  | Aleksandra Vrebalov (en) | États-Unis   | Missa Supratext                                          |
| 2025  | Christian Mason          | Royaume-Uni  | Invisible Threads                                        |

### Éducation
- 1989: Bertrand Schwartz
- 1990: Howard Gardner
- 1991: Kieran Egan
- 1992: Carol Gilligan
- 1993: Roland Tharp et Ronald Gallimore
- 1994: John T. Bruer
- 1995: Shirley Brice Heath (en) et Milbrey W. McLaughlin
- 1996: Victoria Purcell-Gates (en)
- 1997: Mike Rose (en)
- 1998: L. Scott Miller
- 1999: Non attribué
- 2000: Vanessa Siddle Walker
- 2001: William G. Bowen et Derek Bok
- 2002: Martha Nussbaum
- 2003: Deborah Brandt (en)
- 2004: Non attribué
- 2005: Elliot Eisner (en)
- 2006: Lee Shulman (en)
- 2007: James Comer
- 2008: Edward Zigler (en), Walter Gilliam et Stephanie Jones
- 2009: Paul Attewell et David Lavin
- 2010: Keith Stanovich (en)
- 2011: Non attribué
- 2012: Linda Darling-Hammond (en)
- 2013: Pasi Sahlberg
- 2014: Diane Ravitch (en)
- 2015: Michael Fullan et Andy Hargreaves

### Contributions à l'ordre mondial
- 1988 : Richard Neustadt et Ernest May
- 1989 : Robert Keohane
- 1990 : Robert Jervis
- 1991 : Informe Brundtland
- 1992 : Samuel Huntington; Herman Daly et John Cobb
- 1993 : Donald Harman Akenson
- 1994 : Mikhail Gorbachev
- 1995 : Gareth Evans
- 1996 : Max Singer et Aaron Wildavsky
- 1997 : Herbert Kelman
- 1998 : Non attribué
- 1999 : Non attribué
- 2000 : Margaret E. Keck et Kathryn Sikkink
- 2001 : Janine Wedel
- 2002 : Non attribué
- 2003 : Stuart Kaufman
- 2004 : John Braithwaite et Peter Drahos
- 2005 : Francis Deng et Roberta Cohen
- 2006 : Fiona Terry
- 2007 : Roland Paris
- 2008 : Philip Tetlock
- 2009 : Michael Johnston
- 2010 : Trita Parsi
- 2011 : Kevin Bales
- 2012 : Séverine Autesserre
- 2013 : Erica Chenoweth et Maria Stephan
- 2014 : Jacques Hymans
- 2015 : Mark Weiner
- 2019 : Sakiko Fukuda-Parr

### Psychologie
- 2001 : Michael Posner, Marcus Raichle et Steven Petersen
- 2002 : James McClelland et David Rumelhart
- 2003 : Daniel Kahneman et Amos Tversky
- 2004 : Aaron Beck
- 2005 : Elizabeth Loftus
- 2006 : John O'Keefe et Lynn Nadel
- 2007 : Giacomo Rizzolatti, Vittorio Gallesi et Leonardo Fogassi
- 2008 : Albert Bandura
- 2009 : Anne Treisman
- 2010 : Ronald Melzack
- 2011 : Walter Mischel
- 2012 : Leslie Ungerleider et Mortimer Mishkin
- 2013: Irving Gottesman
- 2014 : Antonio Damasio
- 2015 : James McGaugh

### Religion
- 1990: E. P. Sanders
- 1991: John Hick
- 1992: Ralph Harper
- 1993: Elizabeth A. Johnson
- 1994: Stephen L. Carter
- 1995: Diana L. Eck
- 1996: Non attribué
- 1997: Larry L. Rasmussen
- 1998: Charles Marsh
- 1999: Non attribué
- 2000: Jürgen Moltmann
- 2001: James Kugel (en)
- 2002: Miroslav Volf
- 2003: Mark Juergensmeyer
- 2004: Jonathan Sacks
- 2006: Marilynne Robinson
- 2007: Timothy Tyson
- 2008: Margaret Farley
- 2009: Donald Shriver Jr.
- 2010: Eboo Patel
- 2011: Luke Timothy Johnson
- 2012: Barbara D. Savage
- 2013: Leila Ahmed
- 2014: Tanya Luhrmann
- 2015: Willie James Jennings